# Belagerung von Gaeta (1734)
Kehl
– Pizzighettone
– Danzig
– Bitonto
– Trarbach
– Bari
– Colorno
– Parma
– Philippsburg
– Quistello
– Guastalla
– Gaeta
– Capua
– Messina
– Siracusa
– Klausen
– Trapani
Die Belagerung von Gaeta fand im Rahmen des Polnischen Erbfolgekrieges im Jahr 1734 statt.

## Geschichte
Im Jahr 1733 war das südliche Italien mit Neapel und der Insel Sizilien in der Hand der Habsburger. Aber die dort stationierten Truppen waren für die Verteidigung viel zu wenige. Als der Krieg ausbrach und die Spanier in Kalabrien landeten, war Feldmarschall Graf Caraffa krank und der Situation nicht gewachsen. Die Österreicher standen in Capua und Neapel. Der FML Traun sollte mit der Garnison von Capua bei Mignano die Spanier aufhalten, die Spanier umgingen aber Mignano und rückten auf Neapel vor. Die Einwohner huldigten am 15. Mai dem Infanten Don Carlos. Der Plan der Österreicher war nun, die Spanier in einer Feldschlacht zu stoppen und sich bei einer Niederlage auf die Festungen Capua und Gaeta zurückzuziehen.
Die Festung Gaeta lag nur 75 km von Neapel entfernt, war aber von den Österreichern in den letzten 25 Jahren vernachlässigt worden. Sie war günstig gelegen und mit reichlich Wasser und Proviant für fünf Monate versehen. Aber die Unterkünfte waren nicht bombensicher und das einzige Tor nur schlecht armiert. Durch ihre Lage konnte sie leicht blockiert werden, falls es nicht gelang, die Festung durch Schiffe zu versorgen. Die Festung war mit 100 Kanonen und reichlich Pulver ausgestattet, hatte aber nur 22 erfahrene Artilleristen, von denen vier wegen Alters dienstunfähig waren. Dem Kommandanten FML Tattenbach standen ca. 1.500 Mann Infanterie zur Verfügung. Auch Tattenbach sollte bereits 1730 in Pension gehen, was aber abgelehnt worden war. 
Die Festung wurde seit 8. April 1734 von den Spaniern blockiert und nach ihrem Sieg in der Schlacht von Bitonto wurde James Stuart, Herzog von Liria mit einem Korps von 16.000 Mann beauftragt die Festung zu erobern. Am 10. Juli 1734 schickte der Herzog eine Aufforderung zur Kapitulation in die Festung, die aber abgelehnt wurde. Man begann daher, Laufgräben auszuheben und die Belagerungsartillerie vorzubereiten. Die Arbeit war schwierig, da der Boden sehr felsig war. Am 22. Juli begannen die ersten acht Mörser zu feuern. Am 31. Juli waren es 24 Mörser und 60 Kanonen, wobei jedes Geschütz täglich etwa 80 Schuss abgab. Bald waren die Brustwehren und Schießscharten nur Trümmer, in der Festung gelang es nicht, die Schäden zu reparieren oder ein gezieltes Gegenfeuer zu eröffnen. Man hatte zwar 60 Kanonen bemannt, aber die Schüsse waren ungezielt, da die Mannschaften nicht ausgebildet waren. Die National-Artilleristen hatten sich sogar in den Kirchen verschanzt, wo sie der Kommandant beließ.
Am 5. August berief der Kommandant Tattenbach einen Kriegsrat ein, der feststellte, dass man die Festung nicht weiter verteidigen könne. Daher ergab sich Tattenbach am 6. August mit allen Ehren. Anschließend verließen 865 Mann die Garnison und wurden nach Österreich verschifft. Ein Beobachter der Belagerung war der damals 14-jährige Prinz Charles, später bekannt als Bonnie Prince Charlie.